# تویوتا یاریس ورسو
تویوتا یاریس ورسو (Toyota Yaris Verso) خودرویی است که در سال‌های ۲۰۰۰ تا ۲۰۰۴در تویوتا، آیچی و ژاپن تولید شده‌است.
این خودرو در کلاس مینی ام‌پی‌وی قرار گرفته، طراحی آن خودروهای موتور جلو-محور جلو بوده است.